# Poros (gmina)
Poros (gr. Δήμος Πόρου, Dimos Poru) – gmina w Grecji, w administracji zdecentralizowanej Attyka, w regionie Attyka, w jednostce regionalnej Wyspy. Siedzibą gminy jest Poros. W jej skład wchodzi wyspa Poros z 4 miejscowościami: Ajos Nektarios, Kiani Akti, Moni Zodochu Pijis Kalawrias i Poros. W 2011 roku liczyła 3993 mieszkańców.